# Български доброволец
„Български доброволец“ е български месечен илюстрован вестник, излизал от януари 1935 до октомври 1944 година като орган на Съюза на македоно-одринските опълченски дружества в България в София.
Редактор на вестника е Димитър Янев. Печата се в печатница „Художник“, както и в Армейския военно-издателски фонд, „Книпеграф“, „Елисей Петков“ и „Доверие“. Редакционният комитет за първата година е в състав: Иван Кръстев Стойчев - председател, Димитър Янев - уредник, и Мирчо Бръмчев. От втората година - Михаил Копанов - председател, Димитър Янев - уредник, и Мирчо Бръмчев. Х извънреден брой от 2 август 1944 година е посветен на Андро Хр. Лулчев. „Български доброволец“ си поставя задачата:
| „ | да съдействува за сплотяване на дружествата на всичките участващи в редовете на макед.-одрин. опълчение през войната 1912 - 1913 г. | “ |

Във вестника излизат хроники от боевете, разкази, снимки, спомени, стихове, материали за живота на дружествата и книгопис. В периода 1944 – 1946 година вместо него се издава вестник „Доброволец“.